# Florencio López de Silanes
Florencio López de Silanes, teilweise auch Florencio López-de-Silanes geschrieben,  ist ein mexikanischer Wirtschaftswissenschaftler und Hochschullehrer. Er forscht und lehrt im Spannungsfeld der Rechts- und Wirtschaftswissenschaft im Bereich Corporate Governance, dem Wettbewerb von Rechtssystemen und der Beschreibung des Zusammenhangs zwischen Finanzsystemen und wirtschaftlichem Wachstum. Er gilt als Vertreter der von seinem Lehrer in Harvard Andrei Shleifer geprägten Legal-Origins-Theorie.

## Werdegang, Forschung und Lehre
López de Silanes studierte am Instituto Tecnológico Autónomo de México, das er 1989 als Artium Baccalaureus in Wirtschaftswissenschaften in Richtung Vereinigte Staaten verließ. Dort graduierte er 1991 als Master in Wirtschaftswissenschaften an der Harvard University, blieb aber an der Hochschule und forschte im Bereich zwischen Finanzökonomik, Außenhandel und Industrieökonomik. 1993 schloss er seine Ausbildung mit der Ph.D.-Thesis unter dem Titel „Privatization and Restructuring“ ab.
Ab 1994 war López de Silanes Assistant Professor an der John F. Kennedy School of Government, ab 1998 Associate Professor. 2001 folgte er einem Ruf der Yale University als ordentlicher Professor. 2005 verließ er die Hochschule, nachdem bei ihm, einem wissenschaftlichen Vertreter und Vorkämpfer für mehr Transparenz, aufgrund doppelt abgerechneter Reisekosten finanzielle Unregelmäßigkeiten aufgedeckt worden waren. Anschließend wechselte er nach Frankreich zur Pariser École normale supérieure. Nachdem er parallel zunächst als Gastprofessor und später ordentlicher Professor bis 2007 an der Universität von Amsterdam gelehrt hatte, übernahm er 2007 zusätzlich eine Professur an der EDHEC Business School. Seit 2010 ist er ordentliches Mitglied der Academia Europaea.
Der Arbeits- und Forschungsschwerpunkt von López de Silanes liegt im Bereich Corporate Governance, Finanzmärkten, dem Wettbewerb von Rechtssystemen, Anlegerschutz und Privatisierung. Neben zahlreichen Publikationen zu diesen Themen trat er auch beratend in Erscheinung. Als Mitautor wirkte er in den 1990er Jahren gemeinsam mit Robert Vishny, Rafael La Porta und Andrei Shleifer an einer Studie, bei der historische Daten mit ökonometrischen Methoden analysiert wurden, über den Einfluss des Anlegerschutzes auf die langfristige Entwicklung der jeweiligen Kapitalmärkten in 49 Staaten mit. Diese, über zehntausendfach zitierte, sowie weitere Arbeiten der Autoren dienen häufig als Argument zur Darstellung der Überlegenheit eines bürgerlichen Rechtssystems beim Wirtschaftswachstum.